# Conus santanaensis
Espèce
Conus santanaensis est une espèce de mollusques gastéropodes marins de la famille des Conidae.
Comme toutes les espèces du genre Conus, ces escargots sont prédateurs et venimeux. Ils sont capables de « piquer » les humains et doivent donc être manipulés avec précaution, voire pas du tout.

## Description
La taille de la coquille atteint 17 mm.

## Distribution
Cette espèce marine est présente dans l'océan Atlantique au large de l'île de Maio, au Cap-Vert.

## Taxonomie

### Publication originale
L'espèce Conus santanaensis a été décrite pour la première fois en 2014 par les malacologistes Carlos Manuel Lourenço Afonso (d) et Manuel Jimenez Tenorio (d) dans « Xenophora Taxonomy »,.

### Synonymes
- Africonus gonsalensis T. Cossignani & Fiadeiro, 2014 · non accepté
- Africonus santanaensis Afonso & Tenorio, 2014 · appellation alternative
- Conus (Lautoconus) santanaensis (Afonso & Tenorio, 2014) · non accepté